# 吉利 (卢瓦雷省)
吉利（法語：Guilly）是法国卢瓦雷省的一个市镇，属于奥尔良区（Orléans）卢瓦尔河畔叙利县（Sully-sur-Loire）。该市镇总面积17.03平方公里，2009年时的人口为661人。

## 人口
吉利人口变化图示